# آکبردا
آکبردا (به لاتین: Akberda) یک منطقهٔ مسکونی در روسیه است که در باشقیرستان واقع شده‌است.